# Craugastor rostralis
Craugastor rostralis es una especie de Anura de la familia Craugastoridae, género Craugastor. Es nativo de Guatemala y Honduras. La especie ha sido clasificada como casi amenazada está amenazada.

## Distribución y hábitat
Su área de distribución incluye el oriente de Guatemala y Honduras (cerro Quebrada Grande, montaña Pico Pijol, montaña La Fortuna, montaña Portillo Grande, parque nacional Cusuco, y montaña Merendón. 
Su hábitat natural se compone de bosque muy húmedo premontano y montano, donde vive en suelo del bosque. Su rango altitudinal se encuentra entre 1050 y 1800 m s. n. m.